# Slut (film)
Slut är en svensk kortfilm från 1966 i regi av Lars Forsberg. Filmen var hans debut som regissör och premiärvisades 1 april samma år på biograf Spegeln i Stockholm som förfilm till Oj, oj, oj eller Sången om den eldröda hummern.
Filmen spelades in i Sverige 1965 och hade alternativtiteln En dag på landet. Den var barntillåten.

## Rollista
- Kerstin Tidelius - Puttes fästmö
- Hans Wigren - Putte

### Fotnoter
1. 1 2  ”Slut”. Svensk Filmdatabas. http://www.sfi.se/sv/svensk-filmdatabas/Item/?itemid=9901&type=MOVIE&iv=Basic. Läst 19 augusti 2012.